# Marlbert Pradd
Marlbert Pradd jr. (Chicago, Illinois, 17 de noviembre de 1944 - Nueva Orleans, Luisiana, 27 de abril de 2014) fue un jugador de baloncesto estadounidense que disputó dos temporadas en la ABA. Con 1,91 metros de estatura, jugaba en la posición de escolta.

## Trayectoria deportiva

### Universidad
Jugó durante cuatro temporadas con los Bleu Devils de la Universidad Dillard, en las que promedió 37,5 puntos por partido, lo que supuso, con 2.907 puntos anotados, el récord absoluto de su universidad. Loderó la NAIA a nivel nacional en anotación en 1966, con 39,1 puntos por partido, siendo elegido en sus tres últimas temporadas All-American. Batió 22 récords de su universidad, entre ellos el de la máxima anotación en un partido, con 55.

### Profesional
Fue elegido en la quincuagésimo octava posición del Draft de la NBA de 1967 por Chicago Bulls, y en el draft de la ABA por los Oakland Oaks, quienes traspasaron sus derechos a  New Orleans Buccaneers, fichando por estos últimos. En su primera temporada como profesional, apenas tuvo protagonismo, disputando minutos sólo en 29 partidos, en los que promedió 2,6 puntos.
Al año siguiente mejoró un poco su rendimiento, promediando 5,2 puntos y 1,0 rebotes por partido.

## Estadísticas de su carrera en la ABA

### Temporada regular
| Temp.   | Edad | Equipo                | Liga | Pos. | P  | TIT | MIN | TC  | TCA | %TC  | 3P  | 3PA | %3P  | 2P  | 2PA | %2P  | TL  | TLA | %TL  | R.OF. | R.DEF. | REB | ASIS | ROB | TAP | PER | FP  | PTS |
| 1967-68 | 23   | N. Orleans Buccaneers | ABA  | SG   | 29 |     | 4.3 | 0.9 | 2.1 | .450 | 0.0 | 0.0 |      | 0.9 | 2.1 | .450 | 0.7 | 0.9 | .741 |       |        | 0.9 | 0.1  |     |     | 0.6 | 0.8 | 2.6 |
| 1968-69 | 24   | N. Orleans Buccaneers | ABA  | SG   | 50 |     | 6.5 | 1.6 | 3.7 | .435 | 0.1 | 0.3 | .231 | 1.6 | 3.5 | .451 | 1.9 | 2.4 | .782 | 0.7   | 0.3    | 1.0 | 0.5  |     |     | 0.7 | 1.2 | 5.2 |
| Total   |      |                       | ABA  |      | 79 |     | 5.7 | 1.4 | 3.1 | .439 | 0.0 | 0.2 | .231 | 1.3 | 2.9 | .451 | 1.4 | 1.8 | .774 | 0.7   | 0.3    | 1.0 | 0.3  |     |     | 0.7 | 1.0 | 4.2 |

### Playoffs
| Temp.   | Edad | Equipo                | Liga | Pos. | P  | TIT | MIN | TC  | TCA | %TC  | 3P  | 3PA | %3P  | 2P  | 2PA | %2P  | TL  | TLA | %TL  | R.OF. | R.DEF. | REB | ASIS | ROB | TAP | PER | FP  | PTS |
| 1967-68 | 23   | N. Orleans Buccaneers | ABA  | SG   | 6  |     | 3.0 | 0.5 | 1.5 | .333 | 0.0 | 0.0 |      | 0.5 | 1.5 | .333 | 1.0 | 1.8 | .545 |       |        | 0.8 | 0.0  |     |     | 0.5 | 0.5 | 2.0 |
| 1968-69 | 24   | N. Orleans Buccaneers | ABA  | SG   | 7  |     | 5.6 | 1.4 | 3.1 | .455 | 0.6 | 0.9 | .667 | 0.9 | 2.3 | .375 | 0.6 | 1.0 | .571 |       |        | 0.6 | 0.1  |     |     | 0.6 | 1.0 | 4.0 |
| Total   |      |                       | ABA  |      | 13 |     | 4.4 | 1.0 | 2.4 | .419 | 0.3 | 0.5 | .667 | 0.7 | 1.9 | .360 | 0.8 | 1.4 | .556 |       |        | 0.7 | 0.1  |     |     | 0.5 | 0.8 | 3.1 |